# Bögölyalakúak
A bögölyalakúak (Tabanomorpha) a kétszárnyúak rendjének (Diptera), a rövidcsápúak vagy légyalkatúak alrendjének (Brachycera) egyik alrendága. Korábbi rendszerekben (pl. a Dudich–Loksa-féle állatrendszer, Urania Állatvilág könyvsorozat rendszere) egyáltalán nem szerepelt ilyesféle kategória, bár azokat a családokat, melyek ma ebbe az alrendágba tartoznak, már korábban is igen közeli rokonoknak tartották.

## A korábbi osztályzás
A bögölyalakúak alrendága illetve a valódilégy-alakúak kivételével a többi alrendág is az egyenes bábrésű legyek (Orthrrhapha) között szerepelt. A bögölyök családja már akkor is az Orthorrhaphák legjelentősebb csoportja volt. Parafiletikussága miatt azonban az Orthorrapha csoportot felbontották több alrendágra.

## Jellemzők
Az alrendág két legjelentősebb családja a bögölyfélék (Tabanidae) és a kószalégyfélék (Rhagionidae). A bögölyök a légyalkatúak között is az egyik legközismertebb, leginkább tanulmányozott és legjelentősebb csoport. Vérszívó ektoparaziták lévén főképp közegészségügyi, járványtani és állatorvoslási jelentőségük emelendő ki. Ugyanakkor köztük találjuk a legnagyobb mérsékelt övi légyfajokat. Európa legnagyobb légyfaja, a szudéta bögöly (Tabanus sudeticus), mely elérheti a 30 mm-es hosszúságot.
A légyalkatúak rendjén belül a kullancslegyek öregcsaládján kívül csak a bögölyök alrendágában találkozhatunk vérrel való táplálkozással – hematofágiával –, de ez természetesen független fejlődés eredménye.
Lárváik általában vízi vagy félig vízi, nedves környezetet kedvelő szervezetek (pl. a kószalegyek korhadó–bomló növényi részekbe helyezik petéiket), életmódjukat tekintve ragadozók, kisebb férgeket és lárvákat zsákmányolnak. Viszonylag nagy termetűek, a valódi bögölyök lárvája elérheti a 4 cm-es méretet is. Testfelületükön gyakran kiemelkedések, szemölcsök találhatók.

## Filogenetikai bizonytalanságok
Egyes rendszerekben összevonják a bögölyalakúak és Vermileonomorpha alrendágát, mert legtöbbször a két taxon egymás testvércsoportjaként jelentkezik a kladogramon. Más rendszerekben a bögölyöket az rablólégyalakúak (Asilomorpha) recésszárnyú legyek öregcsaládjával (Nemestrinoidea) tekintik közeli rokonnak, bár ez széles körben nem elfogadott és használt.

## Fordítás
- Ez a szócikk részben vagy egészben  a   Tabanomorpha című angol Wikipédia-szócikk fordításán alapul.  Az eredeti cikk szerkesztőit annak laptörténete sorolja fel. Ez a jelzés csupán a megfogalmazás eredetét és a szerzői jogokat jelzi, nem szolgál a cikkben szereplő információk forrásmegjelöléseként.